# علی‌نقی بهروزی
علی‌نقی بهروزی (متولد ۱۲۸۴ در کازرون) شاعر و نویسنده ایرانی بود. وی مسئولیت‌های پُرشماری مثل ریاست دبیرخانه فرهنگ فارس و سرپرستی کتابخانه‌ها داشت. وی روزنامۀ دستاویز را نیز در شیراز انتشار می‌داد. بهروزی عضو انجمن روزنامه‌نگاران ایران، کانون فرهنگیان فارس، کانون دانش فارس، شورای حفاظت آثار باستانی، مردم‌شناسی و عضو انجمن قلم ایران بود.
او به زبان‌های انگلیسی و عربی تسلط کامل داشت و گواهینامۀ زبان خود را از دانشگاه کمبریج دریافت نموده بود. آثار وی بالغ بر ۳۴ جلد کتاب است. وی از پرکارترین نویسندگان ایرانی است. بهروزی است در سال ۱۳۶۲ در شیراز درگذشت.